# Segunda Guerra Curdo-Iraquiana
Segunda Guerra Curdo-Iraquiana foi uma ofensiva liderada por forças iraquianas contra as tropas rebeldes do Partido Democrático do Curdistão de Mustafa Barzani durante os anos de 1974-1975. A guerra veio na sequência da Primeira Guerra Curdo-Iraquiana (1961-1970), já que o acordo de paz de 1970 para a autonomia curda tinha falhado.

## Antecedentes
Os curdos liderados por Mustafa Barzani estavam envolvidos em combates pesados contra os sucessivos regimes iraquianos de 1960 a 1975. A Primeira Guerra Curdo-Iraquiana (1961-1970) conduziu a um impasse e em março de 1970 o Iraque anunciou um plano de paz que previa a autonomia curda. O plano deveria ser implementado em quatro anos. No entanto, ao mesmo tempo, o regime iraquiano iniciou um programa de arabização nas regiões ricas em petróleo de Kirkuk e Khanaqin.

## Erupção do conflito
O acordo de paz de 1970 não durou muito, e em 1974, o governo iraquiano iniciou uma nova ofensiva contra os rebeldes curdos, empurrando-os perto da fronteira com o Irã. O Iraque informa a Teerã que estava disposto a satisfazer outras exigências iranianas em troca de um fim a seu auxílio para os curdos. Além disso, em março de 1975, com a mediação do presidente argelino Houari Boumedienne, Iraque e Irã assinaram o Acordo de Argel. Segundo o Irã, o acordo cortava suprimentos para os curdos iraquianos. Seguindo esta evolução, Barzani fugiu para o Irã com muitos dos seus apoiantes. Outros renderam-se em massa e a rebelião terminou dentro de um curto período de tempo. As vítimas da guerra são estimadas em cerca de 5.000 soldados e civis.

## Consequências
Como consequência o governo iraquiano estendeu seu controle sobre a região norte, após 15 anos e, a fim de garantir a sua influência, iniciou um programa de arabização transferindo árabes para as imediações de campos de petróleo no Curdistão, em particular aquelas em torno de Kirkuk. As medidas repressivas realizadas pelo governo contra os curdos após o acordo de Argel levaram a confrontos renovados entre o exército iraquiano e os guerrilheiros curdos em 1977. Entre 1978 e 1979, 600 aldeias curdas foram queimadas e cerca de 200.000 curdos foram deportados para as outras partes do país.
No início de 1980, com a erupção da Guerra Irã-Iraque, outra rebelião curda no norte do Iraque entrou em erupção, iniciada em grande parte com apoio iraniano. A revolta terminou eventualmente com uma campanha de extermínio em massa por Saddam Hussein em 1986-1989. Durante a campanha Al-Anfal, um número estimado de 182.000 curdos perderam a vida no norte do Iraque e centenas de milhares tormaram-se refugiados, fugindo principalmente para o vizinho Irã.
A área entrou em turbulência mais uma vez em 1991, após a Guerra do Golfo. Incentivados pela derrota de Saddam no Kuwait, os xiitas e os curdos revoltaram-se abertamente contra o regime do Partido Baath. Ao contrário da fracassada rebelião xiita no sul, a revolta curda, eventualmente, levou ao estabelecimento da região autônoma curda.